# A ciascuno il suo corpo
A ciascuno il suo corpo: imprevisti, incidenti, panico, risate per uno scambio impossibile (Freaky Friday) è un romanzo del 1972 di Mary Rodgers.
Ha avuto tre trasposizioni per lo schermo: due film della Disney (Tutto accadde un venerdì, del 1976, e un remake di questo, Quel pazzo venerdì, nel 2003) e un film TV (1995). Il libro ha inoltre ispirato anche altre opere, tra cui il film horror Freaky e il brano musicale (e relativo videoclip) Freaky Friday.
Il romanzo è una rivisitazione in chiave moderna del romanzo Vice-versa, o una lezione per i padri (1882) di F. Anstey. Ma in questo caso, a scambiarsi le vite sono una madre e una figlia adolescente.

## Trama
Annabel, una tredicenne di New York, un bel mattino si sveglia e si ritrova nel corpo di sua madre.

## Edizione italiana
La prima edizione italiana è del 1998, di 153 pagine, edita da Mondadori di Milano.

## Trasposizioni cinematografiche
- Tutto accadde un venerdì (Freaky Friday) (1976)
- Quel pazzo venerdì (Freaky Friday) (2003)
- Freaky Friday (2018)